# Torneig d'escacs de Noruega de 2015
El Torneig d'escacs de Noruega de 2015 fou un torneig d'escacs va tenir lloc del 15 al 26 de juny de 2015, a Stavanger (Noruega). Els jugadors participants foren: Magnus Carlsen, Viswanathan Anand, Levon Aronian, Vesselín Topàlov, Hikaru Nakamura, Fabiano Caruana, Aleksandr Grisxuk, Anish Giri, Maxime Vachier-Lagrave i Jon Ludvig Hammer. Aquest fort torneig forma part del Grand Chess Tour de 2015 juntament amb els torneigs Sinquefield Cup i London Chess Classic.
Topalov fou el vencedor del torneig i s'emportà un premi de 75.000 dòlars. Anand fou segon després d'unes ràpides taules a la darrera ronda amb Topalov. Mentre que Magnus Carlsen va fer el seu pitjor torneig perdent 22,7 punts d'Elo FIDE. Fabiano Caruana jugà el seu primer torneig sota la bandera dels Estats Units.

## Classificació
| #  | Jugador                         | Elo  | 1 | 2 | 3 | 4 | 5 | 6 | 7 | 8 | 9 | 10 | Punts | SB    | TPR  | Punts Tour |
| -- | ------------------------------- | ---- | - | - | - | - | - | - | - | - | - | -- | ----- | ----- | ---- | ---------- |
| 1  | Vesselín Topàlov (Bulgària)     | 2798 | X | ½ | ½ | 0 | ½ | 1 | 1 | 1 | 1 | 1  | 6.5   | 25.5  | 2946 | 13         |
| 2  | Viswanathan Anand (Índia)       | 2804 | ½ | X | ½ | ½ | ½ | 1 | ½ | 1 | ½ | 1  | 6.0   | 24.75 | 2899 | 10         |
| 3  | Hikaru Nakamura (Estats Units)  | 2802 | ½ | ½ | X | ½ | 1 | ½ | ½ | ½ | 1 | 1  | 6.0   | 24.5  | 2900 | 8          |
| 4  | Anish Giri (Països Baixos)      | 2773 | 1 | ½ | ½ | X | ½ | ½ | 1 | ½ | ½ | ½  | 5.5   | 24.75 | 2861 | 7          |
| 5  | Fabiano Caruana (Itàlia)        | 2805 | ½ | ½ | 0 | ½ | X | ½ | ½ | 1 | 0 | ½  | 4.0   | 17.75 | 2741 | 6          |
| 6  | Maxime Vachier-Lagrave (França) | 2723 | 0 | 0 | ½ | ½ | ½ | X | ½ | ½ | 1 | ½  | 4.0   | 15.75 | 2749 | 5          |
| 7  | Aleksandr Grisxuk (Rússia)      | 2781 | 0 | ½ | ½ | 0 | ½ | ½ | X | 0 | ½ | 1  | 3.5   | 14.50 | 2704 | 4          |
| 8  | Magnus Carlsen (Noruega)        | 2876 | 0 | 0 | ½ | ½ | 0 | ½ | 1 | X | 1 | 0  | 3.5   | 14.25 | 2693 | 3          |
| 9  | Levon Aronian (Armènia)         | 2780 | 0 | ½ | 0 | ½ | 1 | 0 | ½ | 0 | X | ½  | 3.0   | 13.00 | 2662 | 2          |
| 10 | Jon Ludvig Hammer (Noruega)     | 2677 | 0 | 0 | 0 | ½ | ½ | ½ | 0 | 1 | ½ | X  | 3.0   | 11.75 | 2674 | 1          |